# Tappâ
Le tappâ, très rarement chanté aujourd’hui, est un style de chant apparenté au dhrupad. 
Dans ce style chaque note de la sévère mélodie du dhrupad est délicatement ornée de petites broderies et de trilles qui doivent toutefois respecter la ligne sobre et noble de la mélodie.
Ces broderies sont appelées mirkia. Les grandes vocalises du khyal sont interdites dans le tappâ. 
La légende prétend que le tappâ a pour origine un genre de chant populaire chanté par les chameliers. Le grand créateur du tappâ fut un musicien appelé Shori qui vivait à la cour de Asaf ud Daulah de Oudh au XVIIe siècle.
Le tappâ était très apprécié par l’empereur Muhammad Shâh.
C’est l’un des genres les plus difficiles et plus raffinés de la musique indienne.